# VSync
VSync ou V-Sync (do inglês vertical synchronization, em português sincronização vertical) é um recurso presente em dispositivos geradores de gráficos possibilitado através de software, que sincroniza a taxa de quadros por segundo gerada equacionando-a de forma a se adequar à frequência de atualização de dispositivos exibidores de modo que não haja nenhum tipo de descompasso entre o vídeo gerado e o vídeo de fato visualizado. Ela evita que haja uma sobreposição ou acavalamento de retalhos ou partes de um quadro gerado em um outro quadro (conhecido como screen tearing), o que gera uma discrepância e uma anomalia visual nas imagens. Em aplicativos mais leves, a ativação desse recurso impede que a placa trabalhe gerando quadros extras de tal modo que a faça trabalhar menos garantindo o resfriamento e a segurança da forma transversal. Porém, algumas pessoas relatam que o VSync causa um atraso (lag) na atualização dos quadros quando a função é ativada.